# Вејверли (Тенеси)
Вејверли (енгл. Waverly) град је у америчкој савезној држави Тенеси.

## Демографија
По попису из 2010. године број становника је 4.105, што је 77 (1,9%) становника више него 2000. године.
| Група             | 2000.         | 2010.         |
| Белци             | 3.558 (88,3%) | 3.630 (88,4%) |
| Афроамериканци    | 383 (9,5%)    | 324 (7,9%)    |
| Азијати           | 9 (0,2%)      | 12 (0,3%)     |
| Хиспаноамериканци | 47 (1,2%)     | 89 (2,2%)     |
| Укупно            | 4.028         | 4.105         |